# Fuentes de la Alcarria
Fuentes de la Alcarria es una localidad española, pedanía del municipio guadalajareño de Brihuega, en la comunidad autónoma de Castilla-La Mancha. Ubicada junto al río Ungría, tiene una población de 16 habitantes (INE 2016).

## Geografía
Se encuentra situada en una estrecha lengua de tierra del páramo de la Alcarria rodeada por una profunda hoz formada por el río Ungría, que nace a los pies del pueblo. En los alrededores de la localidad crecen encinas y robles.

## Historia
Su nombre deriva de la gran cantidad de manantiales que surgen en la ladera sobre la que se asienta y que van a desaguar al río Ungría. Fuentes de la Alcarria tuvo importancia como punto defensivo debido a su posición sobre el valle del río Ungría. Estuvo fortificada y coronada por un pequeño castillo que contaba con torre del homenaje y patio de armas.
En el siglo XIII obtuvo el título de villa y en el siglo XVI se le otorgó un pequeño señorío que abarcaba las aldeas cercanas de Gajanejos, Valdesaz, Pajares, Castilmimbre y San Andrés del Rey. Estas aldeas fueron adquiriendo rápidamente también su título de villazgo y el pequeño señorío de Fuentes desapareció pocos años más tarde.
A mediados del siglo XIX, el lugar, por entonces con ayuntamiento propio, contaba con una población censada de 218 habitantes. La localidad aparece descrita en el octavo volumen del Diccionario geográfico-estadístico-histórico de España y sus posesiones de Ultramar de Pascual Madoz de la siguiente manera:

FUENTES: v. con ayunt. en la prov. de Guadalajara (5 leg.), part. jud. de Brihuega (1), aud. terr. de Madrid (15), c. g. de Castilla la Nueva, dióc. de Toledo (27): sit. en llano en la cúspide de una colina, con libre ventilacion y clima sano; las enfermedades mas comunes son fluxiones á las muelas y oidos: tiene 48 casas; la consistorial, pósito nacional con 45 fan. de trigo; escuela de instruccion primaria frecuentada por 12 alumnos, á cargo de un maestro pagado por los padres de los discípulos; una igl. parr.de entrada (Sta. Maria) servida por un cura de provision en concurso; el cementerio se halla en posicion que no ofende á la salubridad pública; fuera de la pobl. hay una fuente de abundantes y buenas aguas que provee al vecindario para sus necesidades domésticas y abrevar los ganados. térm.: confina N. Valdesaz; E. Brihuega; S. Grajanejos, y O. Trijueque; dentro de el se encuentra una ermita (La Soledad): el terreno que participa de quebrado y llano es pedregoso, de poca miga y de secano: comprende tres montes poblados de encina y roble; le baña el riach. Ungria que nace dentro de la jurisd., y no se aprovechan sus aguas para el riego por la profundidad de su cauce. caminos: los locales, de herradura y la carretera que dirige desde Trijueque á Brihuega. correo: se recibe y despacha en la estafeta de Brihuega por un cartero. prod.: trigo, cebada, centeno, avena, leñas de combustible y carboneo, y yerbas de pasto; se cria ganado lanar, cabrio, mular y asnal; caza de venados, corzos, liebres, conejos y perdices, y de animales dañinos como lobos y zorras. ind.: la agrícola, un molino harinero y el carboneo cuando se permiten cortas. comercio: esportacion del sobrante de frutos, leñas y carbon, é importacion de los art. de consumo que faltan. pobl.: 44 vec., 218 alm. cap. prod.: 953,754 rs. imp.: 60,200. contr.: 3,509 presupuesto municipal: 14,000 rs., se cubre con los prod. de propios consistentes en un horno de poya y el molino harinero; en caso de déficit, se procede á un reparto vecinal.
(Madoz, 1847, p. 244)

En 1970 el municipio de Fuentes de la Alcarria desapareció, al ser incorporado al de Brihuega.

## Demografía
| Gráfica de evolución demográfica de Fuentes de la Alcarria entre 1842 y 1960 |
| |
| Población de derecho según los censos de población del INE Población de hecho según los censos de población del INEEntre el censo de 1970 y el anterior, este municipio desaparece porque se integra en el municipio Brihuega |

## Patrimonio
Cuenta con varias casonas populares y nobiliarias a lo largo de su calle mayor, la iglesia de San Agustín del siglo XVI, una picota también del siglo XVI y los restos de las murallas que circundaron la localidad, así como la puerta fortificada de entrada en el lado occidental.